# Acanthaluteres spilomelanurus
Acanthaluteres spilomelanurus es una especie de peces de la familia Monacanthidae en el orden de los Tetraodontiformes.

## Morfología
Pueden llegar alcanzar los 14 cm de longitud total.

## Hábitat
Es un pez  de clima subtropical y demersal.

## Distribución geográfica
Se encuentra en Australia: desde Perth hasta Sídney.

## Observaciones
Es inofensivo para los humanos.